# Touros
Touros là một đô thị thuộc bang Rio Grande do Norte, Brasil. Đô thị này có diện tích 839,351 km², dân số năm 2007 là 32801 người, mật độ 39,1 người/km².